# Billie Holiday
Eleanora Fagan Gough (Baltimore, 7 d'abril del 1915 - Nova York, 17 de juliol del 1959), coneguda com a Billie Holiday i anomenada també Lady Day, va ser una cantant dels Estats Units de jazz. Juntament amb Sarah Vaughan i Ella Fitzgerald, és considerada una de les veus femenines més importants i influents del jazz.
El tema "Strange Fruit" (escrit per Abel Meeropol) va ser considerat com la millor cançó del segle XX per la revista Time el 1999 i una de les primeres cançons contra el racisme. El valor artístic de Billie Holiday resideix en la seva capacitat interpretativa, en el seu domini del swing i en l'adaptació de les seves qualitats vocals al contingut de la cançó.
Billie Holiday transmetia a les seves cançons una intensitat inigualable que, en molts casos, és fruit d'una translació de les seves vivències personals a les lletres cantades. Això fa que el seu estil estigui molt vinculat a intèrprets clàssics del blues com Bessie Smith o Ma Rainey. També és clar el seu deute, confirmat per ella mateixa, amb Louis Armstrong (en la seva autobiografia va deixar escrit: "Sempre vaig voler el gran so de Bessie i el sentiment de Pops.") i, evidentment, amb qui seria el seu principal acompanyant: el saxofonista tenor i clarinetista Lester Young.
La seva veu única, aspra i lírica alhora, portava els estigmes d'una vida dolorosa. Marcada pel patiment, excessiva, fràgil, Billie va trobar en el cant la poca pau i llibertat que li va ser promesa, abans de la seva mort prematura als quaranta-quatre anys.
És coneguda la seva addicció als opiacis -heroïna i morfina-, com la de molts altres contemporanis seus en la història del jazz, com el saxofonista Charlie Parker, també "revolucionari" en el seu camp -i gran improvisador, va crear una línia que seguirien després altres grans com ara Miles Davis, que també va caure en l'heroïna i que va actuar a Barcelona cap als 80- (se li pot dir cool, bebop, free-jazz, totes etiquetes per definir el free-jazz, com a "unitat"), amb qui Billie va "coincidir" al final de la seva vida. Temps després (seguim parlant de Charlie Parker), Julio Cortázar dibuixaria magistralment en la novel·la curta El perseguidor. Però tornant a Billie Holiday, objecte d'aquest article, ningú no pot dubtar del seu grau de diferenciació, en positiu, entre els homes i dones més grans del jazz.
Va treballar puntualment o de forma continuada, en diferents períodes de la seva trajectòria, amb alguns d'aquests "grans", com Count Basie, Artie Shaw, Benny Goodman, Lester Young, o el productor/director d'orquestra Ray Ellis, en un moment que es pot anomenar mític en la història del jazz. Durant els últims anys de la seva carrera va tenir com a director musical i pianista ocasional a Buster Lavere Harding, el qual a més d'altres li arranjà un dels seus grans èxits Baby, get lost. Un moment clau de transició, des dels blues i swing al free-jazz.

## Biografia

### 1915–1929: Infància

#### Situació Familiar
Eleanora Fagan, més coneguda com a Billie Holiday, va néixer el 7 d'abril de 1915 a Philadelphia, Pennsylvania. Els seus pares eren dos adolescents, Sarah Julia "Sadie" Fagan i Clarence Halliday. Un cop nascuda, el seu pare les va abandonar per ser un saxofonista. Ella va créixer en un barri complicat, i de vegades la seva mare treballava servint en trens.

#### Reformatori
A l'acabar la guarderia, l'Eleanora va començar a saltar-se classes, i això la va fer acabar, a 9 anys, en el tribunal juvenil. Així va ser que el 19 de març del 1925, va entrar en un reformatori catòlic. Al final, al 3 d'octubre del mateix any, va tornar amb la seva mare.

#### Agressió sexual
En el dia 24 de desembre de 1926, un veí, Wilbur Rich, va intentar violar a la noia. Per sort la mare va arribar i va defensar la seva filla, aconseguint l'arrest de l'home. La policia la va tornar a portar al mateix reformatori en què va passar un any abans, com a protecció. Hi va passar 2 mesos, i va ser alliberada al febrer

### 1929–1935: Inicis de la carrera

#### Cantant en Bars
A tretze anys, l'adolescent va començar a cantar en clubs nocturns de Harlem, Nova York. En aquells temps, es va ajuntar amb el saxofonista Kenneth Hollan, amb qui va interpretar en clubs com: Grey Dawn, Pod's and Jerry's i the Brooklyn Elks' Club entre d'altres.

#### Gravació amb Benny Goodman
En una substitució, l'any 1932 el productor John Hammond va conèixer a la Billie Holiday i li va oferir la participació en una gravació amb l'orquestra de Benny Goodman. Així que l'any 1933 va gravar dues cançons amb l'orquestra: Your Mother's Son-In-Law i Riffin' the Scotch.

#### Aparició en el curtmetratge de Duke Ellington
L'any 1935 va interpretar una dona maltractada pel seu amant al curtmetratge de Duke Ellington, "Symphony in Black: A Rhapsody of Negro Life". En el curtmetratge va cantar "Saddest Tale".

### 1935–1938: Carrera

#### Col·laboració amb Teddy Wilson
En el 1935, Billie Holiday va col·laborar amb el pianista Teddy Wilson en diverses cançons com "What a Little Moonlight Can Do" i "Miss Brown to You".

#### Vocalista a la Big Band de Count Basie
A finals del 1937, va treballar breument per la big-band de Count Basie com a cantant. Allà va participar en cançons com: "I Must Have That Man", "Travelin' All Alone", "I Can't Get Started" i "Summertime". Malauradament, la van fer fora per ser "temperamental i poc confiable".

#### Vocalista a la Big Band de Artie Shaw
Un mes després, la cantant va ser contractada per Artie Shaw, convertint-la en la primera dona negra en cantar amb una orquestra de blancs. El març del 1938, la WACB va transmetre una actuació de la banda, arribant a molta gent. Aquesta col·laboració de blancs i negres va fer que tingués alguns incidents en alguns llocs.

### 1939-1946: Fama

#### Strange Fruit
Cap a finals dels anys trenta, li van ensenyar la cançó "Strange Fruit" d'Abel Meeropol, sobre el seu poema d'assassinats per un grup per un presumpte delicte sense judici legal. Aquesta cançó la va interpretar al Café Society. Aquesta cançó va fer augmentar la seva popularitat.

#### Pel·lícula
El setembre del 1946 va participar en la pel·lícula de New Orleans, que explicava l'origen del jazz. Ella va gravar la cançó "The Blues Are Brewin' per la banda sonora.

### 1947-1959: Últims Anys

#### Arrest
En el 19 de maig del 1947 Billie Holiday va ser arrestada a Nova York per possessió de narcòtics. Al final, va ser alliberada abans per bon comportament, al 16 de març del 1948.

#### Mort
A principis de 1959 va ser diagnosticada amb cirrosi, degut a les drogues i l'alcohol. Al 31 de maig de 1959 Billie Holiday va ser portada a l'hospital. Més tard, allà, la policia la va arrestar per tenir heroïna al seu apartament, la van emmanillar al llit de l'hospital i la van posar sota la supervisió policial. Finalment, va morir el 17 de juliol a les 3:10 per una parada cardíaca, amb 44 anys.